# La Tinaja (Guanajuato)
La Tinaja es una localidad del estado mexicano de Guanajuato. Es parte del municipio de Salamanca.

## Demografía
| Gráfica de evolución demográfica |
|                                  |

| Censo | Población |
| ----- | --------- |
| 1900  | 235       |
| 1910  | 315       |
| 1921  | 203       |
| 1930  | 235       |
| 1940  | 280       |
| 1950  | 298       |
| 1960  | 496       |
| 1970  | 722       |
| 1980  | 540       |
| 1990  | 973       |
| 2000  | 1 022     |
| 2010  | 1 059     |
| 2020  | 1 218     |